# قضية يونغ فوي كونغ ضد النائب العام

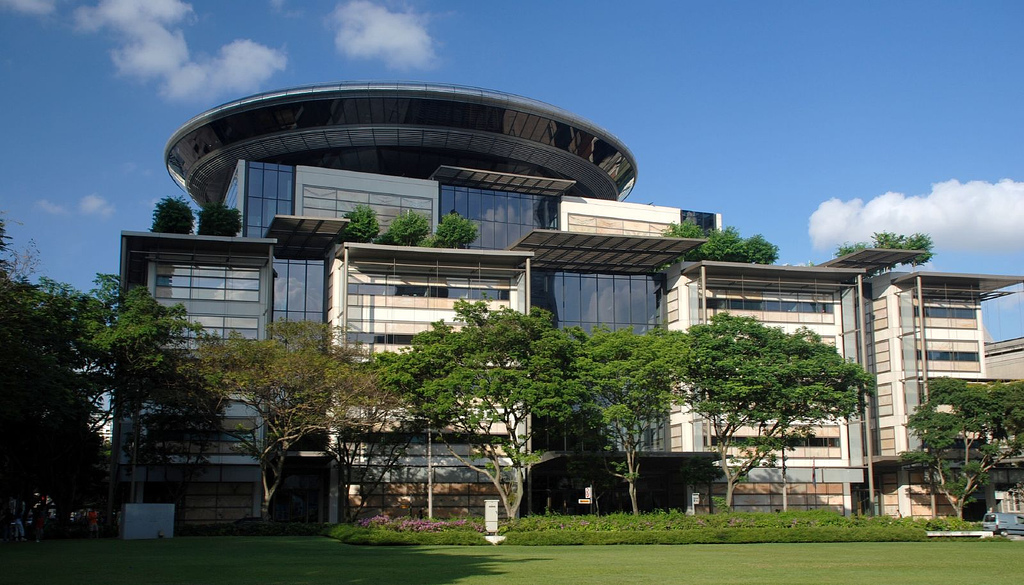

كانت قضية يونغ فوي كونغ ضد المدعي العام قضية أساسية في عام 2010 من قبل محكمة الاستئناف في سنغافورة، والتي ردًّا على طعن يونج فوي كونغ مهرّب المخدرات المُدان، رأت أن عقوبة الإعدام الإلزامية التي فرضها قانون إساءة استخدام المخدرات لبعض جرائم الاتجار بالمخدرات لا ينتهك المادتين 9(1) و12(1) من دستور سنغافورة.
تنص المادة 9(1) على ما يلي: «لا يجوز حرمان أي شخص من حياته أو حريته الشخصية إلا وفقًا للقانون». قررت محكمة الاستئناف أن مصطلح القانون لا يستثني القوانين التي تجيز العقوبة اللا إنسانية. هذا لا يعني أن جميع القوانين لها ما يبررها مهما كانت طبيعتها. لا يمكن اعتبار القوانين التي تنتهك القواعد الأساسية للعدالة الطبيعية أو تلك العبثية أو التعسفية قانونًا. ومع ذلك، فإن عتبة الجُرم في فرض عقوبة الإعدام الإلزامية على الجرائم المتعلقة بالمخدرات هي مسألة سياسة، وبالتالي فهي مسألة تشريع وليس للمحاكم أن تقررها. ميزت المحكمة مجموعة من قضايا مجلس الملكة الخاص التي خلُصت إلى أن عقوبة الإعدام الإلزامية غير دستورية، لأن دساتير السلطات القضائية التي نشأت عنها الطعون تتضمن حظرًا صريحًا للعقوبة اللاإنسانية التي يفتقر إليها دستور سنغافورة. بالإضافة إلى ذلك، على الرغم من أن دستور الهند لا يحظر صراحةً العقوبة اللاإنسانية، فقد رفضت المحكمة إتباع قرار المحكمة العليا في الهند بإلغاء عقوبة الإعدام الإلزامية لعدم اتساقها مع المادة 21 من الدستور الهندي، والتي تشبه المادة السنغافورية 9(1). من بين أمور أخرى، رأت المحكمة أن اختبار الصلاحية الدستورية للمادة 9(1) يختلف عن الاختبار المطبق على المادة 21 في الهند. وأخيرًا، رأت المحكمة أنه لا يمكن إدراج قواعد القانون الدولي العرفي في معنى كلمة القانون في المادة 9(1) لأن هذا لا يتماشى مع التسلسل الهرمي العادي لقانون سنغافورة، الذي ينص على أنه لا يمكن اعتماد القانون الدولي العرفي إلا في القانون العام إذا كان لا يتعارض مع القوانين المحلية القائمة. على أي حال، لا توجد ممارسة حكومية كافية لإثبات أن القانون الدولي العرفي يعتبر عقوبة الإعدام الإلزامية عقوبة لاإنسانية.
قضت محكمة الاستئناف بأن عقوبة الإعدام الإلزامية لا تنتهك المادة 12(1) من الدستور، والتي تنص على ما يلي: «جميع الأشخاص متساوون أمام القانون ولهم الحق في الحماية المتساوية للقانون». في رأي المحكمة، لا يمكن القول إن الفوارق التي تبلغ 15 غرامًا، المستخدمة في قانون إساءة استخدام المخدرات السنغافوري لتحديد ما إذا كان يجب فرض عقوبة الإعدام على الاتجار بالديامورفين (الهيروين)، تعسفية بحتة، ولها علاقة عقلانية بالغرض الاجتماعي من القانون الذي يمنع نمو إدمان المخدرات في سنغافورة عن طريق القضاء على تجارة المخدرات غير المشروعة.
في أعقاب هذه القضية، طعن المستأنف يونغ فوي كونغ دون جدوى في العملية التي يمنح من خلالها الرئيس الرأفة للأشخاص المدانين بناءً على مشورة مجلس الوزراء.

## المحكمة والأحداث اللاحقة
كان المستأنف، يونغ فون كوي، مواطنًا ماليزيًا يبلغ من العمر 19 عامًا، اعتقل في سنغافورة في 13 يونيو 2007 واتُهم بالاتجار بـ 47.27 غرام من الديامورفين (الهيروين)، وهو عقار من الفئة أ في قانون إساءة استخدام المخدرات السنغافوري. أخبر يونج المحققين أنه لم يكن على علم بمحتويات الطرود التي طُلب منه التعامل معها، مؤكدًا بدلًا من ذلك أنه كان يقدم طرودًا لرئيسه، وهو رجل يُعرف باسم آه هيانغ، وكان يعمل لصالحه في تحصيل الديون. أمره آه هيانغ بعدم فتح الطرود، وقد تصرف يونغ وفقًا لهذه التعليمات على الرغم من أنه كان يشتبه بمحتوياتها.
بعد المحاكمة في المحكمة العليا، أُدين يونغ بتهمة تهريب المخدرات على نحو يتعارض مع القسم (أ)5(1) من قانون إساءة استخدام المخدرات السنغافوري. إن الاتجار بأكثر من 15 غرام من الديامورفين يجلب عقوبة الإعدام الإلزامية. ورأت المحكمة أن يونغ قد علم أنه كان يحمل مخدرات. أوعز يونغ لمحاميه لتقديم استئناف، لكنه طلب في وقت لاحق سحب الاستئناف. في نهاية المطاف، تولى قضيته محامٍ آخر، هو م. رافي، الذي تلقى تعليمات من شقيق يونغ. في غضون ذلك، قدم يونغ التماسًا إلى رئيس سنغافورة من أجل الرأفة. رُفض هذا الالتماس في 20 نوفمبر 2009 وحُدد إعدام يونغ في 4 ديسمبر 2009، ثم تقدم رافي بطلب عاجل للطعن في دستورية عقوبة الإعدام الإلزامية المنصوص عليها في قانون سوء استخدام المخدرات السنغافوري. واستمع القاضي وو بيه لي إلى الطلب، الذي منح وقف التنفيذ ريثما يصدر قرار من محكمة الاستئناف في سنغافورة.
في الجلسة أمام محكمة الاستئناف، سُمح ليونغ بمتابعة استئنافه. ورأت المحكمة أن الانسحاب الأولي للطعن كان باطلًا، لأن يونغ فشل في تقدير حقيقة أنه كان بإمكانه المضي قدمًا في استئنافه لكسب نقاط قانونية، أي الطعن في توافق عقوبة الإعدام الإلزامية مع المادة 9(1)  و12(1) من دستور سنغافورة.

## مسائل قانونية
في هذه القضية المعروضة على محكمة الاستئناف، طعن يونغ في دستورية عقوبة الإعدام الإلزامية التي فرضها قانون المخدرات السنغافوري على أساس أنها انتهكت المادة 9(1)  و/ أو المادة 12(1) من الدستور.

### الاعتراض على المادة 9(1)
تنص المادة 9(1) من الدستور على ما يلي: «لا يجوز حرمان أي شخص من حياته أو حريته الشخصية إلا وفقًا للقانون». عُرفت كلمة القانون في المادة 2(1)، والتي تنص على أن «القانون يشمل القانون العام بقدر ما هو فعال في سنغافورة».
لاحظت محكمة الاستئناف أنه إذا كان الطعن على أساس المادة 9(1) ناجحًا، فإن هذا يعني أن أحكام عقوبة الإعدام الإلزامية في التشريعات الأخرى بخلاف قانون إساءة استخدام المخدرات السنغافوري ستكون غير دستورية، مثل عقوبات الجرائم التالية:
- القتل، في المادة 302 من قانون العقوبات.[8]
- استخدام الأسلحة أو محاولة استخدامها، في المادة 4 من قانون جرائم الأسلحة.[9]
- استخدام أو محاولة استخدام الأسلحة لارتكاب أو محاولة ارتكاب جرائم محددة، في المادة 4 من قانون جرائم الأسلحة.
- امتلاك أو حمل أي سلاح ناري أو ذخيرة أو متفجرات في منطقة أمنية، دون عذر قانوني ودون سلطة قانونية، في المادة 58(1) من قانون الأمن الداخلي.[10]